# Harad
En el Universo Imaginario de J. R. R. Tolkien, Harad (Sindarin: «Sur»; en Quenya: Hyarmen) era el nombre dado a las vastas tierras al sur de Gondor y Mordor. Los hombres de Harad eran llamados Haradrim, «multitud del sur».
Las tribus de Harad estaban divididas, al menos para los hombres del noroeste de la Tierra-media, en el Cercano Harad y Lejano Harad, aunque en realidad había muchas tribus de los haradrim, que a su vez se agrupaban en reinos, muchas veces hostiles entre sí, pero en tiempos de guerra contra el Oeste, se unían todos en una gran confederación. Los habitantes del Cercano Harad eran de piel morena, con pelo negro y ojos oscuros, mientras que los pobladores del Lejano Harad eran de piel negra, descritos como semejantes a trolls, con ojos blancos y bocas rojas.
A partir de finales de la Segunda Edad, muchos de los hombres de Harad estaban dominados por los hombres de Númenor, como muchos pueblos a lo largo de la costa. Poco después de la Guerra de la Última Alianza, dos señores de Númenor, llamados Herumor y Fuinur, consiguieron gran poder entre los haradrim, pero su suerte no quedó registrada.
Durante muchos siglos de la Tercera Edad del Sol, muchos de los haradrim todavía estaban gobernados por los señores númenóreanos negros, o más al norte por los reyes de Gondor, pero finalmente Harad cayó bajo la influencia de Mordor, durante la mayor parte de la edad.
La mayoría del Lejano Harad era selva, pero también había un desierto. En el Lejano Harad vivían los animales gigantescos parecidos a los mamuts, conocidos como olifantes, los cuales eran usados por los haradrim como torres móviles de combate.
El Cercano Harad formó una alianza o coalición de algún tipo con los corsarios de Umbar, y se vieron envueltos en una serie de batallas continuas contra Gondor por la posesión del sur de Gondor o Harondor. Antiguamente su frontera septentrional se encontraba en el río Harnen, pero en la época de la Guerra del Anillo toda la tierra al sur del río Poros estaba bajo el dominio de los haradrim.
Uno de los líderes de los haradrim durante la Guerra del Anillo llevaba un estandarte de una serpiente negra sobre un campo rojo, y fue muerto por el rey Théoden de Rohan en la Batalla de los Campos del Pelennor en el año 3019 T.E.
Tras el resurgimiento del Reino Reunido de Gondor y Arnor en la Cuarta Edad del Sol, la mayoría de Harad podría haber pasado a ser dominada por Gondor de nuevo.
Al este del Cercano Harad estaba situada la tierra de Khand.
En la adaptación de Peter Jackson para el filme de la trilogía de El Señor de los Anillos, los Haradrim están inspirados por las tribus Azteca y Kiribati.<ref>Documental "ROTK DVDs Weta Workshop", en la versión extendida del El Señor de los Anillos: el retorno del Rey.